# Старый Любар
Ста́рый Лю́бар (укр. Старий Любар) — село на Украине, находится в Любарском районе Житомирской области.
Код КОАТУУ — 1823186604. Население по переписи 2001 года составляет 1658 человек. Почтовый индекс — 13133. Телефонный код — 4147. Занимает площадь 21,442 км².

## Адрес местного совета
13131, Житомирская область, Любарский р-н, с.Стрижёвка, ул.Ленина, 34